# Bonobo (artiste)
Pour les articles homonymes, voir Bonobo (homonymie).
Simon Green alias Bonobo, né le 30 mars 1976, est un producteur, compositeur et DJ anglais, sur le label Ninja Tune.

## Biographie
Né le 30 mars 1976, Simon Green grandit dans le Hampshire rural. Son père, un joueur de banjo, organise des soirées folk à la maison. Influencé également par les œuvres de Bernard Herrmann et Ennio Morricone, il apprend la guitare et le piano. 
Il commence sa carrière de DJ et producteur à Brighton, où il fera ses débuts en 1999, avec le single Terrapin. Remarqué premièrement par Robert Luis, créateur du label Tru Thoughts, il sort l'album Animal Magic, non seulement autoproduit mais où il réalise également la majeure partie de l'instrumental. Il devient l'un des pionniers du style de musique downtempo. Sa musique a vite su séduire les grands labels du genre. Il signe un contrat chez Ninja Tune en 2001. 
En 2003, il sort son deuxième album ''Dial ‘M’ for Monkey'', suivi trois ans plus tard par son premier grand succès commercial, Days to Come.   
Il vit à Londres puis déménage à Brooklyn aux États-Unis en 2011. Après trois ans sans domicile fixe, il s'installe à Los Angeles.

## Style et évolution musicale
Ses deux premiers albums Animal Magic (2000) et Dial 'M' for Monkey (2003) sont uniquement instrumentaux. Ils sont composés à l'aide de la technique du sample, très utilisée dans les styles hip-hop et trip hop des années 1990, et rendue possible grâce à l'évolution des échantillonneurs de l'époque tels que la MPC (Akai) ou la SP-1200 (E-MU) qu'il utilise. Ainsi, sa musique est constituée d'une superposition d'échantillons sonores, composés à partir d'instruments réels ou virtuels pour la plupart, ou récupérés à partir de différentes sources musicales telles que des enregistrements sur vinyle. D'ailleurs, la présence de craquements de vinyle dans certaines de ses compositions renforcent l'effet spirituel qu'elles dégagent.
Il ajoute à ses compositions les voix de la chanteuse Bajka et de Fink dans son album intitulé Days to Come (2006). Cet album a connu un grand succès grâce à sa richesse instrumentale et vocale. Il a été élu album de l'année 2006 par les auditeurs de Gilles Peterson, et son édition limitée vinyle s'est vendue à prix d'or (le label Ninja Tune a réalisé un nouveau pressage en mars 2011 à cause de cela).

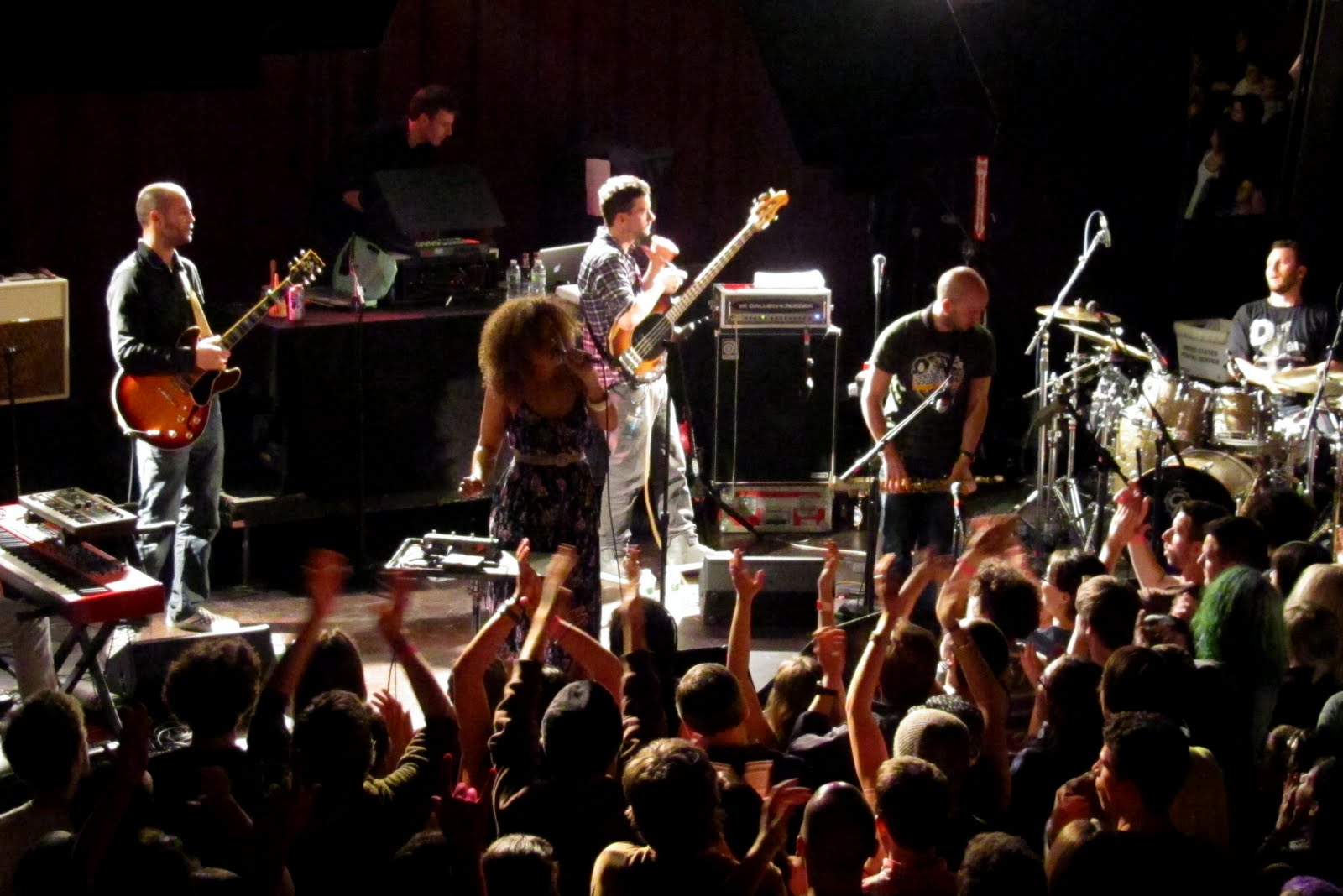
Bonobo (live band) en avril 2010 avec Andreya Triana

À partir de 2003, il forme un groupe live jouant en Europe et aux États-Unis comprenant entre autres la chanteuse Kathrin Deboer (du groupe Belleruche) et le batteur Jack Baker.
En 2009, il conclut sa longue période de tournée par la sortie du DVD Bonobo Live at Koko présentant une heure de concert live, puis il reprend la production musicale, travaillant cette fois-ci avec la chanteuse Andreya Triana pour produire un nouvel album intitulé Black Sands sorti en mars 2010. Cet album tranche avec les trois précédents, le tempo y est globalement augmenté, les styles sont plus variés, et il exploite de nouveaux sons que l'on retrouve dans la musique électro.
Depuis 2010, Bonobo reprend assidument sa tournée en Europe et aux États-Unis en alternant concerts live, DJ sets, et en accompagnant à la basse les concerts de sa nouvelle chanteuse Andreya Triana, alors proclamée « nouvelle égérie du label Ninja Tune », dont il coproduit avec Fink l'album solo Lost Where I Belong sorti en septembre 2010.

## Utilisation dans les médias ou d'autres œuvres
Le succès de son album Days to Come a entraîné une utilisation de certaines pistes dans les médias, à l'exemple de :
- Ketto : utilisée dans la publicité de la Citroën C4 Picasso en 2007[7], ainsi que dans une scène torride de la saison 2 de la série Skins diffusée sur E4.
- Nightlite : utilisée dans la bande originale du jeu vidéo UEFA Champions League 2006-2007[8] et dans le film La Vague de Dennis Gansel.
- If You Stayed Over : utilisée dans la série Lost[9].
- Pick Up et Flutter : utilisées dans la bande originale du jeu vidéo SSX on Tour[10] ainsi que dans la série The L Word.
- Scuba (Amon Tobin remix) : présente dans le jeu vidéo Need for Speed: Undercover.
- Between the Lines : utilisée dans l'épisode 8 de la saison 1 de Californication, dans la scène du bar au début de l'épisode ainsi qu'à la fin de l'épisode 9 de la saison 5 de Dr House.
- Walk in the Sky : utilisée dans Les Experts, dans l'épisode 3 de la saison 7, lorsque Catherine Willows analyse les pétales de roses trouvés sur une scène de crime.
- Recurring : utilisée dans le film Un jour sur Terre, un reportage animalier à gros budget.
- The Fever et Kiara : présentes dans le jeu Sleeping Dogs, écoutables sur la station « Ninja Tune Radio ».
- Easy Muffin d'Amon Tobin (Bonobo remix) : utilisée en tant que générique de l'émission Interception sur France Inter.
- Cirrus : utilisée à la fin du premier épisode de la première saison de la série télévisée Halt and Catch Fire (45 min 51sec).
- Kiara : utilisée dans la campagne de Puma X Pink Dolphin Sued Classic Capsule avec Lil Yatchy
- Black Sands : utilisé comme générique de fin du film La Loi du marché de Stéphane Brizé (2015).

## Discographie

### Albums
- 2001 : Animal Magic (Tru Thoughts / Ninja Tune)
- 2003 : Dial 'M' For Monkey (Ninja Tune)
- 2006 : Days To Come (Ninja Tune)
- 2010 : Black Sands (Ninja Tune)
- 2013 : The North Borders (Ninja Tune)
- 2017 : Migration (Ninja Tune)
- 2022 : Fragments

### EP / Autres
- 2000 : Scuba EP (Fly Casual)
- 2000 : Terrapin EP (Tru Thoughts)
- 2000 : Silver EP (Tru Thoughts)
- 2000 : The Shark EP (Tru Thoughts)
- 2002 : One Offs, Remixes & B-sides (Tru Thoughts)
- 2002 : Sweetness (CD Bootleg)
- 2002 : Kota EP (Tru Thoughts)
- 2003 : Pick Up EP (Ninja Tune)
- 2003 : Flutter EP (Ninja Tune)
- 2005 : Live Sessions EP (Ninja Tune)
- 2005 : Bonobo Presents Solid Steel: It Came From The Sea (Ninja Tune)
- 2006 : Nightlite / If You Stayed Over (Ninja Tune)
- 2006 : Nightlite (Zero dB Reconstruction/Bonobo Remixes) (Ninja Tune)
- 2009 : Between The Lines/Recurring Remixes (Ninja Tune)
- 2009 : The Keeper (feat. Andreya Triana) EP (Ninja Tune)
- 2010 : Eyesdown (feat. Andreya Triana) EP (Ninja Tune)
- 2012 : Kiara EP (Ninja Tune)
- 2012 : Black Sands Remixed (Ninja Tune)
- 2013 : Cirrus
- 2013 : Late Night Tales: Bonobo (compilation)
- 2013 : First Fires (feat. Grey Reverend)
- 2014 : Ten Tigers EP
- 2014 : Flashlight EP
- 2017 : Bambro Koyo Ganda EP
- 2019 : Ibrik

## Vidéographie
- 2009 : Live at Koko (DVD - Ninja Tune)